# Планета — очне яблуко

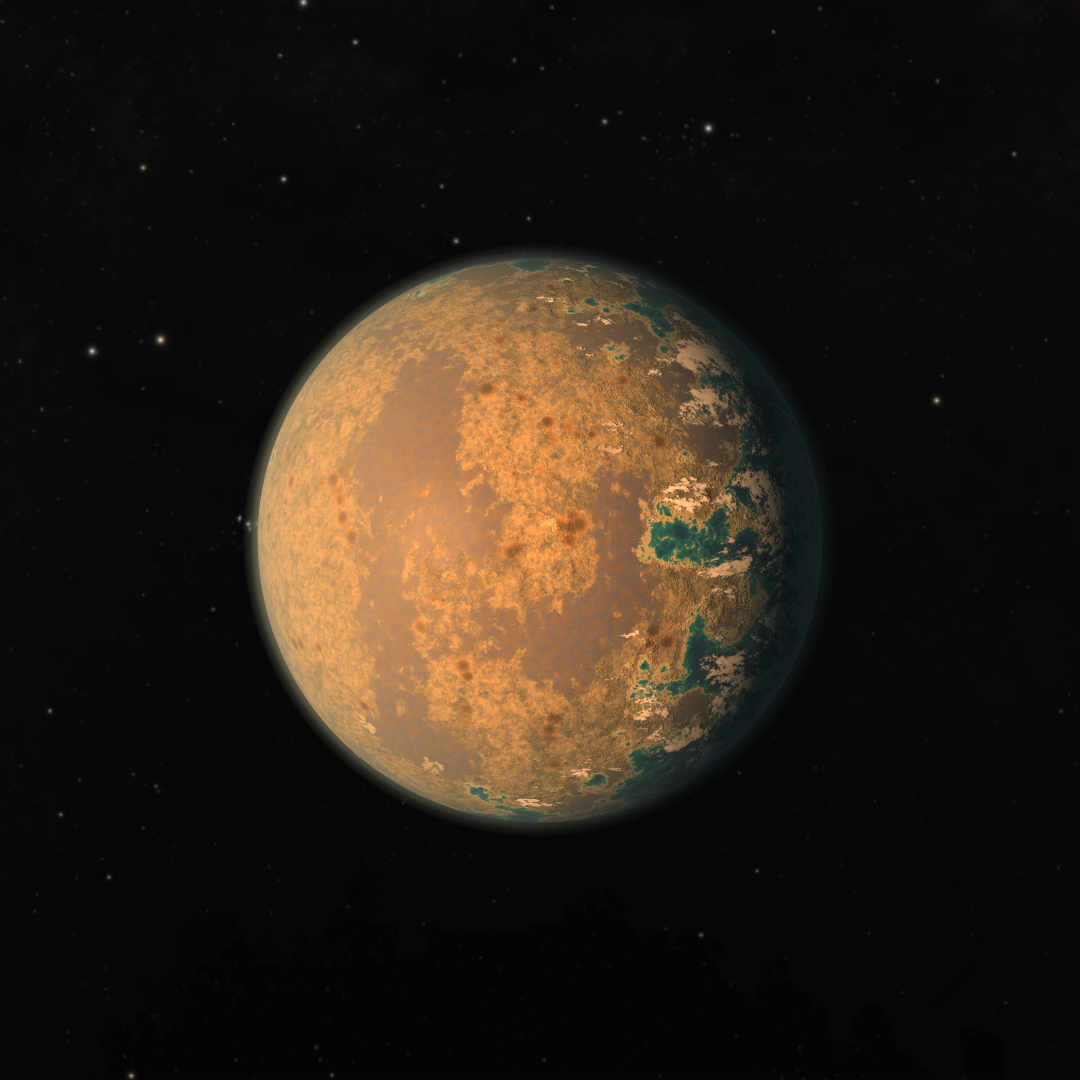
Гаряча планета-очне яблуко в поданні художника

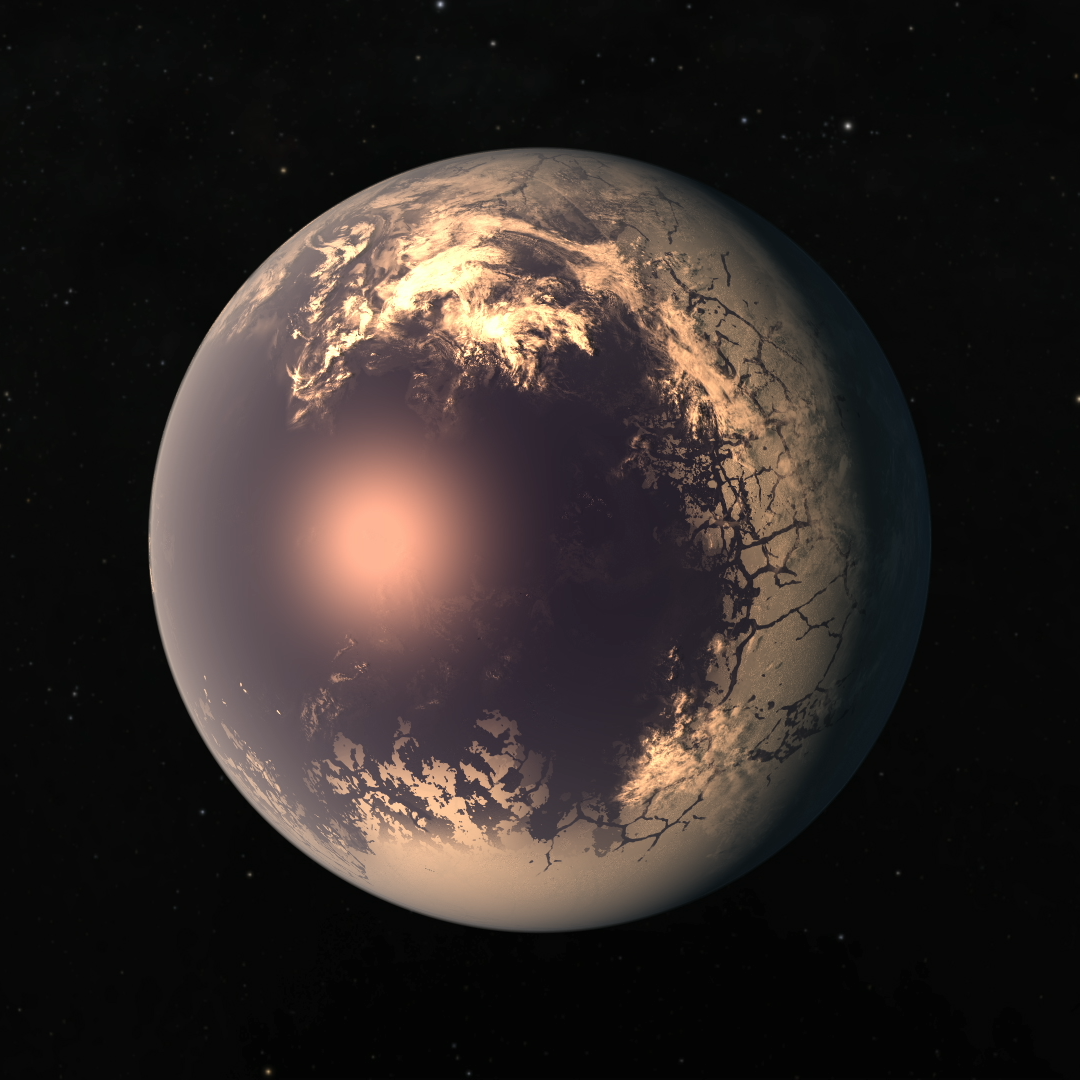
Холодна планета-очне яблуко в поданні художника

Планета — очне яблуко — гіпотетичний тип припливно синхронізованої планети, яка через це може виглядати як очне яблуко. Описаний стан складається, коли планета обертається досить близько до світила і його гравітація створює синхронізацію. Таким чином, найімовірніші системи для виникнення планет такого типу мають утворюватися навколо червоних карликів — невеликих і досить холодних зірок, у яких зона, придатна для життя, ближча до світила, ніж орбіта Меркурія.
Переважно це стосується планет земної групи, на яких може бути рідка вода, і на яких через синхронізацію спостерігають значні перепади температури від постійно освітленої сторони до темної. Таким чином, планета може бути, наприклад, крижаною, але мати область, у якій вода знаходиться в рідкому стані, через що з'являється подібність з очним яблуком.
Можливий також поділ цих планет на «холодні» і «гарячі», в залежності від того, на якій стороні присутня вода в рідкому стані. На освітленій стороні «гарячої» планети температура така висока, що рідкої води там не буде, але вона буде на темній, і навпаки, у «холодної» планети темна сторона буде надто холодною.
Хоча такі планети поки не відкрито, вони можуть бути поширені, а через широкий діапазон температур на них у деяких областях може існувати життя, як-то поздовж планетного термінатора. Водночас як зазначено вище, передбачається, що планети такого типу існують насамперед у системах червоних карликів. Активність червоного карлика змінюється вибухово протягом короткого часу, за який потужність ультрафіолетового випромінювання зростає в сотні і тисячі разів. Унаслідок цього поверхня прилеглих планет повинна стерилізуватися, а в найважчих випадках вони можуть навіть втратити атмосферу. Згідно з астробіологом Дуґласом Ґаланті, малоймовірно, що у планет цього типу вистачає часу для виникнення і розвитку життя.
Планетою такого типу може бути KOI-2626.01. У системі TRAPPIST-1 таких планет може бути кілька.